# Bugatti Divo
Bugatti Divo är en version av Bugatti Chiron som är mer anpassad till körning på bana. Bugatti Divo började produceras år 2018 och Bugatti planerar att tillverka endast 40 stycken exemplar av Bugatti Divo. Bugatti Divo byggs med samma motor som Bugatti Chiron har, alltså en W16 med 1 500 hästkrafter och 1 600 Nm vridmoment. Motorn ger en topphastighet av 236 mph (380 km/h) och en acceleration från 0–60 mph (0–100 km/h) på endast 2,5 sekunder.